# Joseph Davide Natullo
Joseph Davide Natullo (Napoli, 19 ottobre 1988) è un nuotatore italiano.

## Carriera
Specialista della farfalla, è stato primatista italiano dei 200 m in vasca lunga, con il tempo di 1'55"94, e dei 100 m in vasca corta, col tempo di 50"99. Dal 2009 al 2013, con 52"14, è stato detentore anche del record sui 100 m in vasca lunga, tempo battuto il 10 aprile 2013 da Matteo Rivolta.